# Susanna Beltrami
Susanna Beltrami (Verona, 21 agosto 1959) è una coreografa italiana.

## Biografia
Dopo una formazione classica in Italia, decide di seguire le correnti della danza contemporanea internazionale fin dagli anni ottanta.
Segue gli insegnamenti della coreografa Carolyn Carlson e dei ballerini Larrio Ekson e Jorma Uotinen. Alla fine degli anni ottanta inizia periodi di formazione a New York nelle principali scuole della modern dance come quelle di Alvin Nikolais, Martha Graham e Merce Cunningham. In quegli anni studia presso la Merce Cunningham Dance Foundation di New York.
Dopo l'esperienza americana e dopo aver fondato a Verona il Centro Ricerca Danza approda a Milano dove inizia la sua carriera di formatrice e di coreografa. Qui riceve incarichi didattici per i corsi di formazione del Teatro alla Scala e per l'atelier di teatro-danza della Scuola d'arte drammatica Paolo Grassi.
A partire dal 1985 è ideatrice di vari lavori come Fuga in valzer (1986), Dressoir (1987) e Sopra un picco in Darien (1988). In seguito la Beltrami crea alcuni spettacoli ispirati al teatro e alla danza spagnoli come El amor brujo (1989), Diablo, Storia Flamenca (1990), Blu Diablo (1995). Crea inoltre Hiatu Meju (1997) per gli allievi danzatori della Scuola d'arte drammatica "P. Grassi", Blu Diablo (1995). Crea inoltre Hiatu Meju (1997) per gli allievi danzatori della Scuola d'arte drammatica "P. Grassi".
Dal 1995 la Beltrami collabora con l'etoile Luciana Savignano, con la quale ha fondato nel 1998 la compagnia Pier Lombardo Danza e con la quale nel 2009 è coreografa di danza moderna nel talent show di Rai 2 Italian Academy 2. Per la Savignano, la Beltrami ha ideato vari spettacoli fra cui Il suo nome.... Carmen e Tango di luna.
Successivamente fonda l'accademia di danza DanceHaus a Milano.
Nel 2013 esce il film Italy amore mio del regista Ettore Pasculli dove la Beltrami interpreta sé stessa insieme a 150 dei suoi allievi e collaboratori.

## Galleria d'immagini

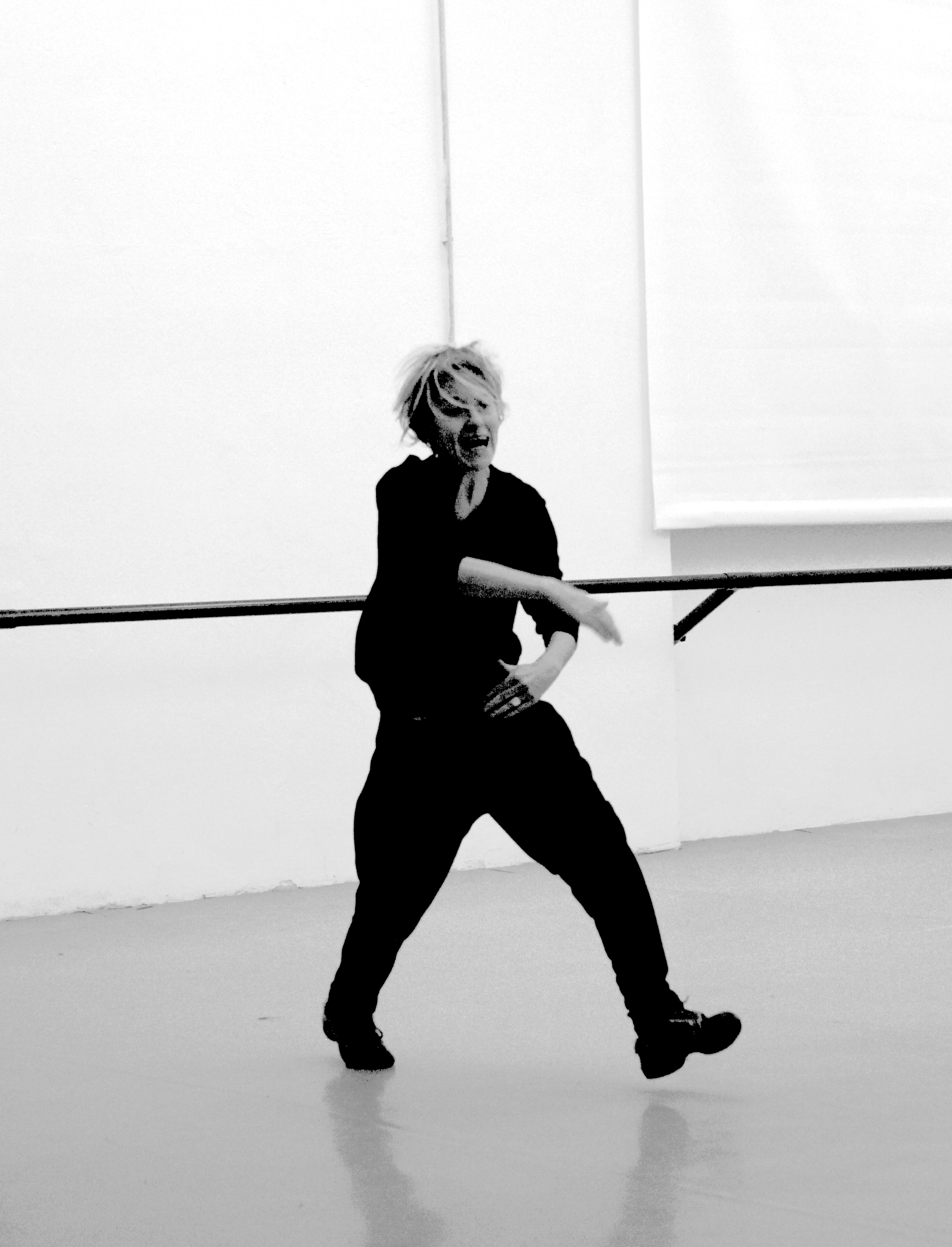
Susanna Beltrami nella sua DanceHaus - Milano
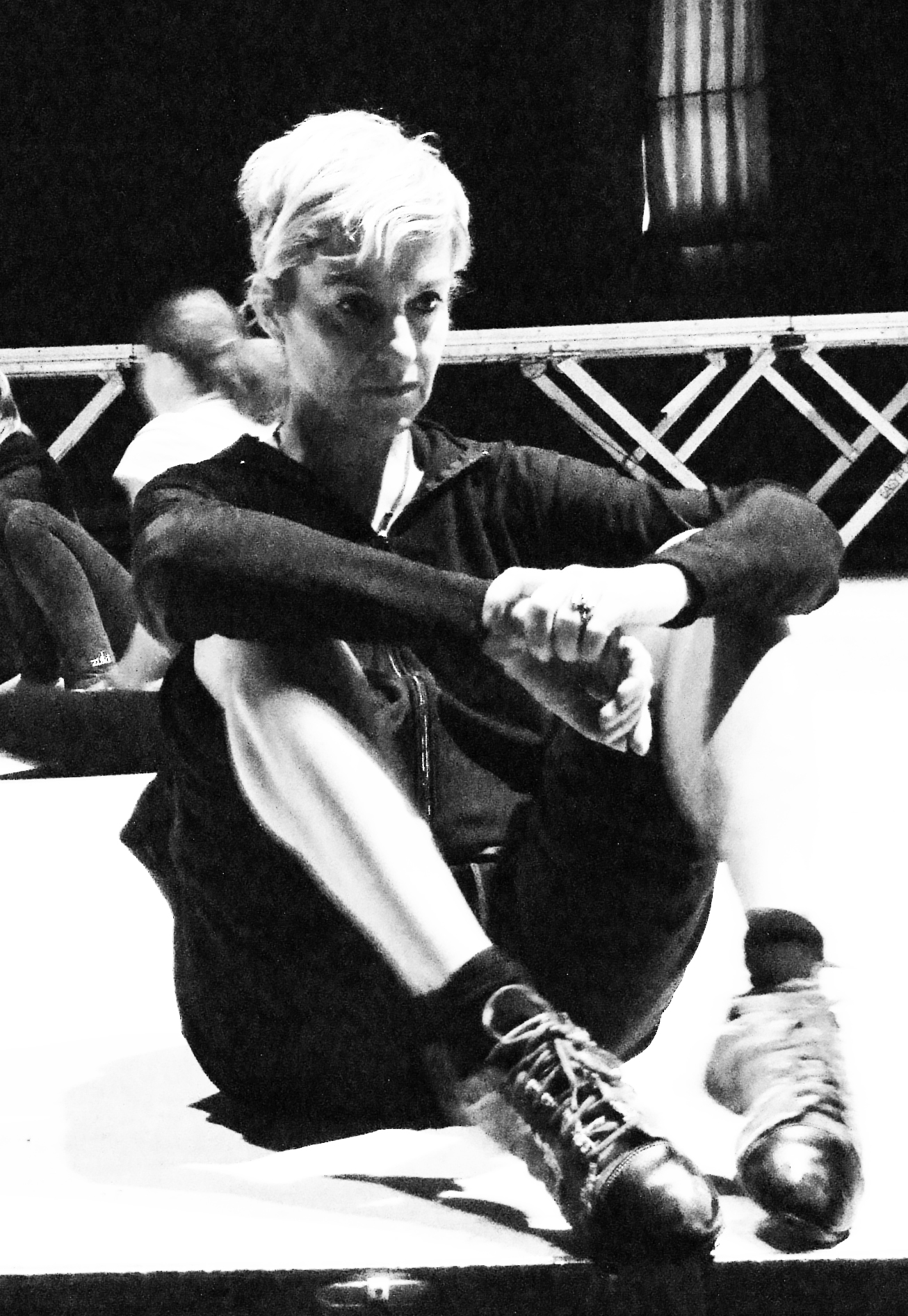
Susanna Beltrami in pausa prove sul palcoscenico - 2011